# کیلی اسمیت

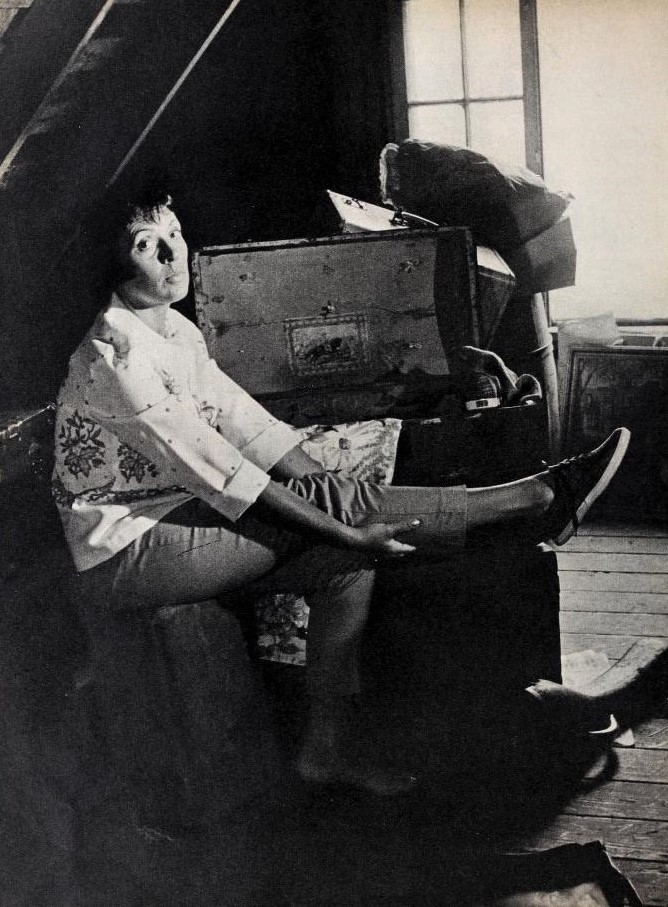
کیلی اسمیت

کیلی اسمیت (انگلیسی: Keely Smith؛ زاده ۹ مارس ۱۹۳۲ - درگذشته ۱۶ دسامبر ۲۰۱۷) یک موسیقی‌دان و خواننده اهل ایالات متحده آمریکا بود.